# 恋する小惑星
『恋する小惑星』（こいするアステロイド）は、Quroによる日本の4コマ漫画。『まんがタイムきららキャラット』（芳文社）にて2017年3月号から2024年8月号まで連載された。略称は「恋アス」。
テレビアニメが2020年1月から3月まで放送された。

## 作風
高校の地学部を舞台に、小惑星を見つけたいという夢を持った女子高生と、その周囲の地学系女子による青春物語。
元々『まんがタイムきららキャラット』2015年8月号から9月号にかけて全2話の読み切りとして掲載された著者の商業デビュー作『織姫ナンバー2』が好評を博し、その後別作品の掲載を経て同誌で連載を持つことが決まった際、『織姫』から「高校の地学部が舞台」という題材を引き継いでリメイクしたのが本作である。前作『織姫』の登場人物の一部は、著者が高校時代にたまり場としていた地学部の部員をモデルにしていたが、本作では『織姫』から登場人物や設定が一新され、少女たちが明確な夢や目標を持ってそれを叶えようとする物語性が重視されている。
全編を通して地球科学（地学）を題材にしているため、作中では天文学や地質学に関する雑学が多く見られる。地学や地理学に関連する実在の施設を訪れる場面もある。物語開始時点での劇中の年代は連載開始と同時期の2017年であると設定されており、明確な日時の描写がない場面にも詳細な日付と時刻が設定され、月齢や星空の見え方などに現実に起こった天文現象が反映されている。さらに劇中2年目は2018年であると設定されており、現実の連載の執筆時期に関係なく、また同じ2017年を繰り返すわけでもなく、1年ずつ年月が進んでいくという体裁になっている。
著者のQuroは地学部に在籍していたという自分自身の部活動の経験について、放課後に遊んだりお菓子を食べたりする場所を確保するために、廃部になっていた地学部の部室を乗っ取るという友人の企てに乗っただけで、遊んでばかりいた部活動の実体験が漫画へと反映されている部分は少ないと述懐している。またQuro自身は地質学など天文学以外の地学分野には明るくなく、連載が始まって以降に調べながら描いていると語っているが、天文学には元々興味を持っており、またつくば市の高エネルギー加速器研究機構（KEK）で広報の仕事をしていた前歴から、資料を調べて多数の人々に正確な知識を伝えることを重視していると語っている。Quroは本作を学習漫画として描いているつもりはないとしているが、いろいろな分野の学問が繋がっていることを本作で描くことを目標にしているという。

## あらすじ
幼いころ、町のキャンプに参加していた木ノ幡みらはアオと名乗る同じ年頃の子に出会う。ボーイッシュな外見のアオを男の子だと勘違いしたみらは、二人で星空を見ているうちに、自分と同じ名前の星があること、アオという名前の星がないことを知り、いつか二人で新しい小惑星を発見し、その星にアオの名前をつけるという約束を交わして別れる。

### 1年目
時は流れて2017年、星咲高校に入学したみら。大切な思い出となっていた幼いころの約束を果たすために天文部に入部しようとした彼女だったが、その年から天文部は地質研究会と合併して「地学部」となっていたことを知りショックを受ける。宇宙の側から見れば地球の地面も天体の星も同じだという解釈に納得し、仕方なく地学部の門戸を叩いたみらであったが、そこで一緒に小惑星を見つけるという約束を交わした真中あおと再会する。アオが女の子であることを知って二重の衝撃を受けたみらだが、アオもまたみらとの約束を大切に思っていたことを知る。こうして天文班の先輩である森野真理（モンロー）、地質班の先輩である猪瀬舞（イノ）、桜井美景（桜）らとともに、みらとあおが地学部での活動をスタートするところから物語は始まる。
当初は互いの活動に知識や関心がなく、気風も異なっていた天文班と地質班だが、学校外での実地調査や屋上での天体観測、合宿など、行動を共にしてそれぞれの専門分野を教え合うことで、互いの分野に詳しくなっていく。みらの幼馴染で料理に詳しい鈴矢萌（すず）や、みらの姉で生徒会長を務める木ノ幡みさといったみらの身の回りの人々も、部員とはならないものの、みらを通じて地学部の活動を支援する。小惑星を発見するという、みらやアオのような高校生にとっては雲を掴むような目標も、みらとアオの入部動機を聞きそびれていた顧問の遠藤幸が、学生の頃に高校生に向けた天体発見のワークショップ「きら星チャレンジ」に参加した経験があることを思い出したことがきっかけで、来年度のワークショップに参加するための選抜に合格するという具体的な目標を得る。
やがて季節は巡り、地学部が発行している会報『KiRA KiRA』の出来を巡って対抗意識を持たれていた新聞部を味方へと引き込み、文化祭では前年度に羽目を外しすぎて怒られた天文部と真面目すぎて人が寄りつかなかった地質研究会の出展内容を折衷して取り入れることでまずまずの成功を収めるが、その後は部活動を引退する3年生たちの進学問題や、進級と同時に引っ越しすることが決まったあおの家庭の問題などが影を落とす。あおは引っ越しのことを誰にも打ち明けられずに悩むが、最終的には皆が知恵を出し合い協力し合った結果、大学進学のため実家を出て行くみさの部屋にあおが居候させてもらうことに決まり、みらとあおの同居生活と、地学部の2年目の活動が始まる。

### 2年目
2018年、同居を始めたみらとあおが高校2年生に進級し、進学を危ぶまれながらも大学受験に合格した真理（モンロー）と美景（桜）が去った地学部では、舞（イノ）が2代目部長に就任し、気象学に関心を持つ七海悠（ナナ）と、美景（桜）の妹である桜井千景（チカ）を新入部員に迎える。やや危なっかしい様子を後輩から不安視されつつも、みらとあおは1年間で地学の知識を深めており、小惑星発見という夢の実現に向けて、沖縄県石垣島で行われる「きら星チャレンジ」の書類選抜の合格を目指す。
ふたりで努力を続けた結果、みらは「きら星チャレンジ」の選抜に合格するが、あおは選考漏れとなる。一緒に参加できないことで落ち込むふたりだが、諦められないあおは周囲に迷惑が掛かることを承知の上、旅費を工面して独断で石垣島に乗り込み、熱意に折れた主催から特例で見学者として認められる。3日間の日程で他の参加者とも親密になり、最終的には小惑星を発見してあおの名前をつけるという目標こそ叶わなかったものの、みらは自分たちの手が本物の小惑星に届いたという実感を得て、様々な分野の学問を内包する地学の可能性の広さと、小惑星を見つけるという目標を叶えた先にある自分自身の将来の夢に思いを巡らせる。

## 登場人物
物語は2017年春のできごとという設定で始まり、その後第3巻第32話（テレビアニメ版第9話）以降で進級・進学が行われるなど年単位の時間が経過するが、学年は登場時のもの。「声」の項はテレビアニメ版の声優。
テレビアニメ版では出演声優が気持ち良く演じられるようにという配慮から、登場人物には可能な限り名前が設定されており、原作では名前で呼ばれる場面がなかったゲストキャラクターにもフルネームが設定されている。テレビアニメ版では、各話アイキャッチが登場人物の誕生星座十二宮をモチーフにした黄道十二星座ものとなっており、原作では誕生月や誕生星座が明らかではなかった人物も登場する。テレビアニメ版では地学部部員の身長と誕生日が設定されている。
主要な登場人物にはイメージカラーが設定されており、テレビアニメ版では各登場人物の瞳のハイライトに、その人物と関係が深い登場人物のイメージカラーが配されている。

### 地学部とその関係者
主要登場人物たちが所属する、高校のクラブ活動として地球科学全般の雑多な学問を扱う部。物語開始年に天文部の地質研究会の合併によって設立された。萌（すず）からは「ごちゃ混ぜは地学部の売り」と評されている。先輩後輩分け隔てなくニックネームで呼び合う間柄で、劇中ではあまり本名で呼ばれない。物語のテーマ上、登場人物全員に将来の夢や目標が設定されており、それぞれの夢に向き合うサブプロットが用意されている。
木ノ幡 みら（このはた みら） / みら
声 - 高柳知葉
ふたりの主人公の片割れ。天文班の1年生（劇中1年目）。小さいころにあおと出会って一緒に小惑星を見つける約束をし、それ以来あおの影響を受けて天文学に興味を持つようになる。天真爛漫で、深く考えずに行動する性格。地学部のムードメーカー的な存在だが、お調子者で、思ったことを無邪気に口にして厳しいツッコミを入れてしまう傾向がある。絵を描くのが得意。自作の恋愛漫画を描いたこともあり、そこにはあおをモデルとした人物が登場している。他人にニックネームをつけるのが得意で、合併当初は互いに堅苦しく姓や役職で呼び合っていた部員たちも、親しみを込めて彼女が発案したニックネームで呼び合うことになる。
物語開始時点から「小惑星を見つける」という明確な夢や目標を持っているものの、それ自体は「将来なりたい自分」ではなく、夢が叶った後のビジョンがないということに直面するようになり、次第にその先にある本当の将来の夢について思いを巡らせるようになる。
2代目地学部副部長、3代目地学部部長。
身長155センチメートル。6月13日生まれ。ふたご座（双児宮）。コーヒーの好みは激甘。
真中 あお（まなか あお） / あお
声 - 山口愛
ふたりの主人公の片割れ。天文班の1年生（劇中1年目）。口数が少ないおとなしい性格の女の子。過去にみらと小惑星を見つける約束を交わした本人。名前と短髪のせいでみらと初めて会った時には男の子だと勘違いされていた。みらのことを忘れないようカバンにクジラのマスコットをつけている。かつてはおしゃべりな性格であったが小学生時代に恥ずかしい言い間違いを笑われた経験から話すのが苦手になった。そのため周囲にはクールなように見られているが、みらのことを思うと笑顔になる。
2代目地学部会計、3代目地学部副部長。劇中2年目では転居する両親の元を離れてみらと同居することとなり、2年生からは同じクラスになる。
両親の仕事の転勤の都合で転校させられそうになるが、みさが卒業後に大学入学で下宿生活することが決まったのでみさの空き部屋に入居し、木ノ幡家でみらと同居し始める。
「きら星チャレンジ」では、石垣へ赴くみらと遠藤を追いかけるように単独で乗り込んだ。本人曰く、桜やモンローに協力してもらい、航空券の手配をしたとの事。
志望進路は大学で本格的に天文学を学ぶこと。
身長158センチメートル。5月25日生まれ。ふたご座（双児宮）。コーヒーの好みはブラック。
猪瀬 舞（いのせ まい） / イノ
声 - 指出毬亜
地質班の2年生（劇中1年目）。人懐っこい性格。元々は地学より地理学が関心の対象であったが、地質研の部室前で美景（桜）に地質図を紹介されたのをきっかけに関連分野としての興味から入部し、以来美景（桜）のことを慕っている。たまに地図を見ながら飛び地や暗渠といった場所を探検しているが、夢中になるあまり目的地に到着する前に迷子になることもある。地理学への興味は部活動の一環ではなく個人的な趣味と捉えているものの、地図の話題になると話が止まらなくなる。みらによるあだ名はイノ先輩（イノちゃん）。初代地学部会計、2代目地学部部長。
写真を撮るのが下手で、撮った写真がことごとく手ぶれになってしまうことが悩み。「自分だけの地図を作る」という個人的な夢を持つ。部長就任以降は、部長としての自覚から国際地学オリンピックに挑戦するという目標を抱く。
著者のQuroによれば、登場人物の中でも読者からの人気が高いとされる。
身長145センチメートル。9月12日生まれ。おとめ座（処女宮）。
桜井 美景（さくらい みかげ） / 桜（さくら）
声 - 東山奈央
地質班の3年生で（劇中1年目）、地学部の初代副部長。地質学が好きで知識も豊富なのだが、不器用なため空回りすることも多い。気になる石を見つけると観察したくなる。おっとりとした真理（モンロー）とは対照的に真面目で、勝ち気な性格であるため、少々きつい言い方をすることも多い。ただし妹の千景（チカ）からは後に、家庭ではいつも地学部員の皆を「とても楽しくて良いメンバー」と評して話題にしていたことを暴露されている。いわゆるツンデレ。みらによるあだ名は桜先輩。
自分の将来の夢や目標に明確なビジョンを描けずにいるという悩みを抱える。物事に対して否定から入って諦める傾向があり、挑戦を恐れない人々のことをまぶしく感じている。
文化祭を機に副部長を引退した後、妹の千景（チカ）と入れ違いに星咲高校を卒業して進学する。
身長160センチメートル。7月20日生まれ。かに座（巨蟹宮）。
森野 真理（もりの まり） / モンロー
声 - 上坂すみれ
天文班の3年生で（劇中1年目）、地学部の初代部長。基本的におっとりとした性格をしている。合併前の天文部ではバニーガールのコスプレで文化祭の客引きをしていた。部長として部員達をまとめる立場にあり、本人もそれにやりがいを感じている。みらによるあだ名はモンロー先輩で、名前と左頬のほくろと豊満な胸がマリリン・モンローを連想させるためと言及されている。
将来の夢は宇宙飛行士。文化祭を機に部長を引退した後、星咲高校を卒業して進学する。受験時には美景（桜）と同じ大学を受験するものの推薦入試で失敗し、その後一般入試で合格するまで部員から心配されていた。彼女の高校卒業とその内面を描いた第3巻第30話（テレビアニメ版第9話）では、地学部結成当時は部活動に対して冷めており内申点が目当てで部長を引き受けたものの、夢や目標に邁進する部員たちに触発されて一歩引いた立場から部の運営に励むようになり、しかし自分が心から部活を楽しめているのか分からない、という悩みを抱いていたことが明かされている。しかし卒業時に部員たちから渡されたアルバムの中では笑顔でいる自分の姿を見て、心配が杞憂であったことに安堵して地学部を去る。
身長162センチメートル。2月19日生まれ。みずがめ座（宝瓶宮）。
鈴矢 萌（すずや もえ） / すず
声 - 上田麗奈
みらの幼馴染で、劇中1年目では同級生。パン屋「スズヤベーカリー」の看板娘で、家業の手伝いが忙しいため地学部には入部していない。家業の手伝いをしている時には常連客からモエモエという愛称で呼ばれているが、本人は嫌だったためみらにすずというあだ名をつけてもらった。
みらのことを気にかけ、彼女に悪い虫（男）がつかないよう気になる人物は常にチェックしているが、女の子同士が仲良くしている様子を見るのは好き。地学部の部員ではないものの、家業であるパン屋の出前として差し入れをしたり、校外での活動や遊びに同行したり、文化祭の出店に全面協力したりするなどして、地学部に入り浸っている。趣味と称して地学部部員をはじめとする女の子たちの詳細な個人情報を集めており、その過程で地学にも詳しくなったり、リサーチ能力を新聞部に評価されたりしている。
みらの姉であるみさに憧れており、彼女を前にすると態度が変わる。普段はお調子者のように振る舞っているものの、素直な本心は他人に見せないという一面を持っており、特にみさに対しては冗談めかさないと伝えられない好意を秘めている。
劇中1年目はみさを真似て髪を長く伸ばしていたが、劇中2年目から後ろ髪を肩の長さでばっさりと切ってイメージチェンジする。2年生ではみらと別のクラスになる。
165センチメートル。10月2日生まれ。てんびん座（天秤宮）。
遠藤 幸（えんどう ゆき）
声 - Lynn
地学部の顧問。天文部と地質研究会が地学部に合併される前も双方の顧問を兼任していた。部員達にバーベキューや合宿などを企画している。根は真面目なのだが、教師になりたてのころは悩みが多くかなり荒れていたらしい。劇中の約10年前の2007年に、高校生向けの新天体発見プログラム「きら星チャレンジ」に参加した経験がある。高校生の頃は真面目で表情が固い印象の少女だった。
身長165センチメートル。8月10日生まれ。しし座（獅子宮）。
七海 悠（ななみ ゆう） / ナナ
声 - 諸星すみれ
原作では劇中2年目の第3巻第32話（テレビアニメ版第9話）より千景（チカ）と共に地学部の新入部員として登場。1年生（劇中2年目）。真面目な性格で、入部の3年前（2015年）の水害で伯母の家が被災し復旧を手伝った経験から、気象学で人々の役に立つという使命感を持つ。みらによるあだ名はナナ。当初は先輩のみらを頼りなく思っており、地学部のゆるい雰囲気に対して「問題意識や義務感が足りない」という先入観から批判的な想いを抱いていたものの、みらとあおが小惑星を発見するという目標を本気で追っていることを知って翻意し、千景（チカ）を巻き込んで先輩たちに協力するようになる。弟が二人いる。
劇中1年目の星咲高校文化祭で地学部の展示を見に来ていたという原作での言及を反映し、テレビアニメ版では第6話から登場しているほか、第1話から千景（チカ）と共にエンディングの映像に登場している。
3代目地学部会計。
身長160センチメートル。1月2日やぎ座（磨羯宮）生まれ。
桜井 千景（さくらい ちかげ） / チカ
声 - 小原好美
原作単行本では第3巻プロローグから登場。美景（桜）の妹。劇中2年目の第3巻第32話（テレビアニメ版第9話）より悠（ナナ）と共に地学部の新入部員となる1年生。オカルトに詳しく、パワーストーンや占いに興味を持つ。特技は水晶を使ったジオマンシー（土占い）。みらによるあだ名はチカ。彼女と入れ替わりに地学部OGとなった姉の美景（桜）や真理（モンロー）とは連絡を取り合える関係にある。
テレビアニメ版では第6話から登場し、劇中1年目の星咲高校文化祭で姉の様子を見守る場面が描かれているほか、舞（イノ）が参加した2017年の地学オリンピック予選にも参加していたという設定になっている。また、第1話から悠（ナナ）と共にエンディングの映像に登場している。
155センチメートル。5月10日おうし座（金牛宮）生まれ。

### 新聞部
原作第2巻第17話（テレビアニメ版第5話）から登場。地学部の上の階の真上の部屋に部室を構える部。原作では姓で呼ばれており、単行本第2巻の人物紹介でも名が明かされていなかったが、テレビアニメ版のエンドクレジットでフルネームが明かされた。
伊部 小百合（いべ さゆり） / イヴ
声 - 古賀葵
新聞部の2年生（劇中1年目）。男性のような口調で話す。周囲にはイヴという愛称で呼ぶことを強要しており本名で呼ばれると怒る。裕福な家庭に生まれるも、刺激の少ない生活に嫌気がさし、新聞部に入部した。人脈の広さが自慢で、学校内のゴシップ記事を精力的に執筆しているものの、そのうち8割は顧問の指導により没にされている。
劇中1年目では舞（イノ）の同級生で、舞（イノ）の主観では一方的に仲良しの友達として認定されているものの、当初は地学部に強いライバル意識を持っていた。その後結局舞（イノ）のペースに丸め込まれ、便利な協力者として使われている。
11月11日生まれ(さそり座（天蝎宮）)。身長145cm。
宇佐美 綾乃（うさみ あやの）
声 - 中島愛
新聞部の1年生（劇中1年目）。劇中1年目ではあおと同級生。マイペースな性格で語尾に「〜」と間延びした話し方をする。元は小説家を目指していて、文学部に入ろうとしたが部員とそりが合わず、新聞部に入部した。いつも伊部（イヴ）と行動を共にしている。
4月12日生まれ、おひつじ座（白羊宮）。身長160cm。

### 野球部
原作第2巻第19話、第21話（テレビアニメ版第6話）に登場。新聞部の宇佐美に担がれて（伊部いわく「ハニートラップ」）、文化祭の準備で天文部地学班のボーリング調査に労働力を提供する。原作では部員たちの名前が明かされていなかったものの、テレビアニメ版のエンドクレジットではマネージャーと男子生徒2人の名前が設定されている。
晴野 陽鞠
声 - 早瀬莉花
野球部のマネージャーをしている女子生徒で、美景（桜）の同級生。美景（桜）の部活動の様子を見るまでは、彼女のことを「謎多きクールキャラ」と評していた。地学部の活動を「よく分かんないけど面白い」と理解を示したことで、同級生にはどうせ理解してもらえないだろうという美景（桜）の思い込みを変えるきっかけになる。文化祭ではボーリング調査に協力した野球部の男子部員2人を伴い、地学部の展示を見に来ている。

### 教員
幸の同僚。
新屋 硝子（あらや しょうこ）
声 - 諏訪彩花
原作第2巻第18話、第19話、第26話（テレビアニメ版第5話、第6話、第8話）に端役として登場。家庭科教師で、地学部の文化祭の出展内用を検討する際に、寒天と食紅と家庭科室の使用許可を提供し、それを発端とした地学部地質班によるボーリング調査の様子を幸とともに見守る。地学部のクリスマス忘年会ではキムチ鍋を煮るための電磁調理器を貸し出しする。
劇中での登場場面は少なく、無口で、姓を呼ばれて相づちを打つだけの台詞しかないが、テレビアニメ版ではフルネームが設定されている。

### 主要登場人物の家族たち
原作では、登場人物の父母、祖父母などには名前が設定されていなかったものの、テレビアニメ版では登場エピソードのエンドクレジットでフルネームを確認することができる。

#### みらとあおの家族
後にあおの住み込み先にもなるみらの家族と、あおの家族。
木ノ幡 みさ（このはた みさ）
声 - 渕上舞
原作単行本では第1巻プロローグから登場（テレビアニメ版では第1話から登場）。生徒会長で、みらの2歳年上の姉。学校では才女として知られており、みらとの姉妹関係を知った美景（桜）がそのギャップからみらに疑いの目を向けたほど。ただし家庭内では運動や家事が苦手といった弱みや、素数を数えるのが好きなどの奇行も見せている。みらからのプレゼント（河原で拾ったハチマキ石）を飾るための神棚を作ったり、地学部の会報を宣伝したりとかなりの妹思いである。みらからはお姉ちゃん、萌（すず）とあおからはみさ姉（みさ姉さん）と呼ばれる。
劇中2年目で大学進学のために親元を離れるが、その際に両親の転居の問題で困っていたあおに自室を貸すことを発案し、みらとあおの離別を阻止する役を担う。
身長160センチメートル。12月2日生まれ。いて座（人馬宮）。
自室に神棚を設置しており、大学進学で退去し部屋を譲ったあおに毎日のお供えの水の管理を依頼している。
木ノ幡 夕子（このはた ゆうこ）
声 - 西村ちなみ
原作第2巻第21話（テレビアニメ版第6話）から登場。木ノ幡姉妹の母親。夫と共に文化祭で地学部の出展を見に現れる。このときにあおの母親（詩織）と知り合い連絡先を交換する。引っ越し問題に困っていたあおを木ノ幡家に居候させたいというみら、みさの申し出を「子供の夢は応援したい」として受け入れ、話し合い応じる。
木ノ幡 旭（このはた あきら）
声 - 堀総士郎
原作第2巻第21話（テレビアニメ版第6話）に登場。木ノ幡姉妹の父親。妻とふたりで文化祭を見に来る。
真中 詩織（まなか しおり）
声 - 川澄綾子
原作第1巻第2話から登場（テレビアニメ版では第1話から登場）。あおの母親。眼鏡をかけており、とても落ち着いている女性。テレビアニメ版ではサイエンスイラストレーターの仕事をしているという設定。
文化祭で星咲高校を訪れるまでは、あおの部活動の内容についてはあまり詳しく聞かされていなかった。夫（あおの父親）の転勤にあおを連れて行くつもりであったため、あおを悩ませるが、最終的にはあおを木ノ幡家に下宿させることに同意し、劇中2年目からはあおと別居する。

#### スズヤベーカリー
萌（すず）の家族たち。
鈴矢 芽（すずや めぐ）
声 - 依田菜津
原作第2巻第16話から登場（テレビアニメ版では第3話から登場）。中学3年生（劇中1年目）。萌（すず）の妹。ボーイッシュで姉よりも長身。語尾に「ッス」と付けて話し、姉の事は「お姉」と呼んでいる。中学校の部活動で忙しく、その分家業を手伝えずに姉に負担をかけていることに引け目を感じ、多忙な姉のことを気遣っている。
劇中2年目より星咲高校に進学する。
3月14日生まれ。うお座（双魚宮）。身長168cm。
鈴矢 花（すずや はな）
声 - 篠原恵美
原作第2巻第16話に登場（テレビアニメ版では第3話に登場）。鈴矢姉妹の母親。夏休みの臨時アルバイトとして、みらとあおをスズヤベーカリーで雇う。
登場場面はわずかだが、店が繁盛していることが劇中で繰り返し語られている。

#### その他の家族
遠藤 昇（えんどう のぼる）
声 - 楠見尚巳
原作第1巻第11話から第13話にかけて（テレビアニメ版第4話）、およびテレビアニメ版第11話に登場。幸の祖父。農家であり、JAの帽子を手書きでJAXAにしてしまうほどの宇宙好きで、お茶目な性格。地学部が合宿に訪れた際には温かく迎えてくれた。
遠藤 高子（えんどう たかこ）
声 - 平ますみ
原作第1巻第11話から第13話にかけて（テレビアニメ版第4話）、およびテレビアニメ版第11話に登場。幸の祖母。
森野 夏江
声 - 鈴木れい子
原作第2巻第20話（テレビアニメ版第6話）の回想に登場。真理（モンロー）の祖母。月の土地を購入しており、そこに自分の墓を立てるのが夢。そのことを幼い頃の真理（モンロー）に話したことが、真理（モンロー）が天文学に興味を抱くきっかけとなる。なお劇中でそのことに言及された時点では健在。

### 学校外の活動で出会う人々

#### 「きら星チャレンジ」関係者
劇中2年目の原作第3巻第35話から第37話（テレビアニメ版第11話から最終話）にかけて登場。沖縄県石垣島で毎年開催されている設定の、小惑星発見のための体験企画「きら星チャレンジ」の関係者たち。みらが選抜に選ばれ、あおが飛び入り参加する。光学班のメンバーの2人、およびアイドルの天音ねおんには、原作での登場時からフルネームが設定されており、他の大人たちもテレビアニメ版でフルネームが設定された。
友利 飛鳥（ともり あすか） / ともりん
声 - 下地紫野
沖縄本島から「きら星チャレンジ」に参加した高校2年生（劇中2年目）で、みらと同じ光学班のメンバー。元気いっぱいで、「脳筋とよく言われる」とのこと。みらのつけたあだ名はともりん。学校では天文部に所属しているが、天文の知識はみらや史穂（マッキー）ほど詳しくない。「きら星チャレンジ」の直後に石垣島で行われる天体イベントにゲスト出演する女性アイドルの熱烈なファンで、彼女に会えるチャンスを求めて参加した。
蒔田 史穂（まきた しほ） / マッキー
声 - 石見舞菜香
九州から「きら星チャレンジ」に参加した高校3年生（劇中2年目）で、みらと同じ光学班のメンバー。趣味は人間観察。自称「電波系と時々言われる」とのこと。みらのつけたあだ名はマッキー。カウンセラーを目指しており、様々な人と知り合い視野を広げるために「きら星チャレンジ」に参加した。大型天体望遠鏡の構造や天体観測の手法に関する深い知識を持つが、望遠鏡を使った天体観測の経験は皆無。
廣瀬 直也（ひろせ なおや）
声 - 土田大
「きら星チャレンジ」主催者の男性。幸が参加した2007年の「きら星チャレンジ」の頃から主催をしている。みらを追って石垣島までやって来たあおのことを「困ったちゃん」と評しつつもその根性を評価し、子供たちを応援するのも自分たちの役目であるとして特例での見学を許可する。
原作とテレビアニメ版では眼鏡の有無や髪型など、容姿が異なる。
花島 和弘（はなしま かずひろ）
声 - 各務立基
「きら星チャレンジ」指導役の男性。座学や、みらが参加した光学班の観測をサポートする。幸が参加した2007年の「きら星チャレンジ」の時のことを知っており、当時の写真を光学班メンバーに見せている。
早川 加代子（はやかわ かよこ）
声 - 天海由梨奈
史穂（マッキー）の学校の引率の女性教師で、2007年の「きら星チャレンジ」では高校生時代の幸と同じ班の仲間だった。久しぶりに再会した幸に対してもフランクに振る舞う。
仁科（にしな）
2007年の「きら星チャレンジ」で、高校生時代の幸と早川が参加した際に同じ班の仲間で、当時はあらゆる分野に博識で好奇心旺盛な少女であったと語られている。劇中の2018年時点では日本国外で天文学者をしている。
天音 ねおん（あまね ねおん）
飛鳥が熱烈に入れ込んでいる女性アイドル。天文好きで、天体をモチーフにした曲を発表している。「きら星チャレンジ」の後に石垣島で行われる天体イベントに出演する。

#### その他
糸崎 遥 / はるか
声 - 高尾奏音
原作第2巻第22話（テレビアニメ版第7話）に登場。地学部が講師を頼まれた、子供会主催の天体星空観望会に参加していた無愛想な女児。母親の言いなりで参加し、図鑑で見るのと違わない星空を退屈に思っていたものの、あおの「何万光年も離れた星の光は昔の姿」という趣旨の解説に啓発されて興味を抱く。
原作では姓も名も明かされない登場人物であったが、テレビアニメ版ではフルネームが設定され名で呼ばれている。原作者のQuroによれば、彼女のエピソードは原作者が小学生の頃、星空に関心のなかった同級生に興味を持ってもらえた実体験が基になっているという。
冴木 理緒（さえき りお）
声 - 嶺内ともみ
原作第2巻第25話（テレビアニメ版第8話）に登場。舞（イノ）が参加した日本地学オリンピック予選会場で隣の席になった女子高校生。前年度には本選に出場した経験を持つ。予選で「周囲は皆ライバル」と思って緊張していた舞（イノ）に、周囲にいるのは大勢の地学好きの仲間であるという気づきを与える。
原作では姓しか名乗っていないが、テレビアニメ版ではフルネームが設定されている。
和泉 京子（いずみ けいこ）/ ケイ
舞（イノ）の小学校時代の同級生。舞（イノ）と小学生時代に探検や「宝の地図ごっこ」をし、舞（イノ）が地図好きになるきっかけを作るが、中学が別々になり疎遠となる。

## 設定

### 物語の舞台
主要登場人物らが通う高校には星咲高校（ほしざきこうこう）という学校名がつけられている。テレビアニメ版では、最寄り駅として星咲駅（ほしざきえき）という駅名の駅が登場している。
劇中では登場人物が住んでいる具体的な地域のモデルは曖昧にされており、読み取れる形で街区表示板が描写されている場面でも、描かれているのは架空の地名である。ただし、劇中における主要登場人物たちの日常的な行動範囲に登場する店や商店街は、埼玉県川越市や茨城県にある実在の店舗などをモチーフにしているといわれる。

### 星咲高校地学部
本作の主要な舞台となる星咲高校地学部の部室は、学校の裏手の奥にある、すきま風の入る古びた文化部棟の1階に所在し、文化部棟の隣にはトイレの建物が立っている。2階の地学部の真上の位置には新聞部の部室がある。なお文化部棟の外観は原作とテレビアニメ版で異なる。
前年度（2016年度）までは天文部と地質研究会であった部が合併し、物語開始年（2017年）の4月に設立された。地学部が発足した当時は気風の違いやメンバー間の対立があり、ぎくしゃくしていた名残から、活動分野によって「天文班」「地質班」に班分けがされている。これらの対立は共同活動を敢えて増やしていくことによって次第に解消され、班分けは単なる部員の興味の対象を示すだけのものとなっていくが、そうした発足当初からの共同活動の一環として、地学部では活動内容を紹介する会報『KiRA KiRA』（キラキラ）の発行を続けている。当初は活動内容が分かれていた天文斑と地質班が共同で何かをするというのは木ノ幡みらの提案で、共同活動として会報を発行するという提案は猪瀬舞（イノ）からのもの、会報の誌名は真中あおによる命名。誌名には星も鉱物もキラキラしているという意味が込められている。会報『KiRA KiRA』は妹の活動内容を気にしていた生徒会長の木ノ幡みさによる大々的な宣伝もあり、劇中では充実した内容が生徒から好評を博しているとされ、隣に置かれている校内新聞の読者数が落ち込んだ際には新聞部から対抗意識を持たれていた。
地学部で使っている天体望遠鏡はビクセンのポルタII経緯台とA80Mf鏡筒のセットで、原作ではメーカーロゴや製品名が消されて描かれているものの、テレビアニメ版では鏡筒と架台（鏡筒を支える台）に、判読可能なメーカーロゴや製品名が描き込まれている。なおA80Mfとセットで販売されているポルタIIは、操作が簡単な入門機という位置づけの架台だが、長時間の観測では地球の自転に合わせて縦軸・横軸を手動で微調整し続ける必要がある経緯台式架台のため、劇中では追尾がより簡単な赤道儀式架台や、コンピューターとモーター駆動により自動導入・自動追尾を行う機能のついたものなど、より高価な架台をうらやむ場面もある。

### 登場人物が旅先で訪れる場所
原作第1巻第11話から第13話（テレビアニメ版第4話）、およびテレビアニメ版第11話では、地学部の合宿先として茨城県つくば市に実在する地質標本館（産総研）、筑波宇宙センター（宇宙航空研究開発機構）、地図と測量の科学館（国土地理院）といった施設が実名で登場しており、テレビアニメ版ではこれらの施設が取材協力としてクレジットされている。原作単行本第1巻の巻末ではこれらの施設について、劇中で語りきれなかった内容が取材こぼれ話として掲載されている。
原作第2巻第25話（テレビアニメ版第8話）では、猪瀬舞（イノ）が地学オリンピックの予選を受ける場面があるが、著者のQuroは単行本第2巻あとがきの取材こぼれ話で、原作で予選会場となった大学は各都道府県に複数ある会場のうち、秋田県秋田市にある会場を取材したと明かしている。著者が取材した会場の参加者は5名であったが、別会場の参加者は例年130名程度が参加しているといい、劇中では大勢の参加者が会場にいる描写となっている。なお原作とテレビアニメ版では会場の描写が異なる。
原作第3巻第35話から第37話（テレビアニメ版第11話から最終話）にかけての、小惑星発見の夢を叶えようとする主人公らが沖縄県石垣島を訪れるエピソードでは、実在する天文施設であるVERA石垣島観測局、石垣島天文台が実名で登場する。劇中でみら、あおが参加する「きら星チャレンジ」光学班のメンバーは石垣島天文台のむりかぶし望遠鏡を使用している。続く第38話（『まんがタイムきららキャラット』2020年4月号掲載）では離島巡りとして、西表島、由布島、竹富島各島の観光名所や、石垣島鍾乳洞、川平湾を訪れるエピソードが描かれている。なお、主人公らは原作でも旅客機で石垣島に到着する描写になっているが、テレビアニメ版第10話では南ぬ島石垣空港が実名で登場しており、取材協力としてクレジットされている。

## 書誌情報
- Quro 『恋する小惑星』 芳文社〈まんがタイムKRコミックス〉、全6巻[188]
  1. 2018年3月27日発売、ISBN 978-4-8322-4936-3
  2. 2019年5月27日発売、ISBN 978-4-8322-7095-4
  3. 2020年2月27日発売、ISBN 978-4-8322-7167-8
  4. 2021年5月27日発売、ISBN 978-4-8322-7277-4
  5. 2023年1月26日発売、ISBN 978-4-8322-7433-4
  6. 2024年8月27日発売、ISBN 978-4-8322-9568-1

単行本表紙カバー扉の目次には、雑誌連載時には書かれていなかった各話サブタイトルがつけられているが、原作サブタイトルはテレビアニメ版には反映されていない。
単行本表紙カバー下には鈴矢萌（すず）を主人公にした書き下ろしのおまけ漫画「Suzu'z Research」（スズズリサーチ）が連載されている。第1巻、第2巻にはあとがきとして、著者の取材こぼれ話を紹介するレポート漫画「旅する小惑星」が掲載されている。「旅する小惑星」はアニメ化されないとされていたが、テレビアニメ版のBlu-ray / DVDには本編の主要登場人物を演じた声優が出演する実写版が収録される。単行本第3巻には、本作の原点的作品である著者の商業デビュー作『織姫ナンバー2』が収録されている。

## テレビアニメ
| 原作                 | Quro                                                                              |
| 監督                 | 平牧大輔                                                                          |
| シリーズ構成         | 山田由香                                                                          |
| キャラクターデザイン | 山崎淳                                                                            |
| プロップデザイン     | 宮原拓也                                                                          |
| 美術監督・美術設定   | 中村典史                                                                          |
| 色彩設計             | 伊藤裕香                                                                          |
| 撮影監督             | 杉浦誠一                                                                          |
| 編集                 | 坪根健太郎                                                                        |
| 音響監督             | 高寺たけし                                                                        |
| 音楽                 | 伊賀拓郎                                                                          |
| 音楽プロデューサー   | 西辺誠                                                                            |
| 音楽制作             | フライングドッグ                                                                  |
| プロデューサー       | 山下愼平、小林宏之、 鎌田肇、伊藤将生、 池内矩史、有水宗治郎、 佐藤裕士、髙田優子 |
| 制作プロデューサー   | 小林涼                                                                            |
| アニメーション制作   | 動画工房                                                                          |
| 製作                 | 星咲高校地学部                                                                    |

原作第1巻収録の第1話から第4巻収録の第38話までを描いたテレビアニメが、2020年1月から3月までAT-Xほかにて放送された。また、同局にて各話放送後にミニアニメ『KiraKira増刊号！』が放送され、YouTubeでも各話放送後に1週間限定で配信された。

### 企画・スタッフィング
原作者のQuroによれば、『まんがタイムきららキャラット』2017年7月号掲載の第5話の時点で既にアニメ化の打診があったとされる。第27話を掲載した2019年2月27日発売の『きららキャラット』2019年4月号でアニメ化が発表された際には、連載開始からアニメ化までの早さが意外性を持って受け止められた。
KADOKAWAプロデューサーの山下愼平は、天体写真を趣味にして「星ナビ」や「天文ガイド」に常連で投稿するほどの熱心な天文ファンでもあったことから、連載第1話の時点から天文・地学を題材にした本作に注目していたとしており、アニメ化したい願望を持ちながらヒットが出にくいジャンルであったことから及び腰で居たところ『きららキャラット』2018年2月号掲載の第13話で主要登場人物たちが将来の夢を語り合う場面で桜井美景（桜）が森野真理（モンロー）に対して発した「自分の夢を遠慮なんてしないで」という言葉に背中を押され、企画を動画工房に持ち込んだと語っている。
監督の平牧大輔、シリーズ構成の山田由香、アニメーション制作の動画工房など、2019年1月から3月まで放送されたテレビアニメ『私に天使が舞い降りた！』のスタッフが再集結している。本作の第1話のエンドカードには、『私に天使が舞い降りた！』の原作者である椋木ななつがイラストを寄せている。また、第2話では天文アニメの大先輩である『宙のまにまに』の原作者、柏原麻実がエンドカードを担当しているが、プロデューサーの山下はこのアニメの全話で星空監修に協力しており、「友情協力」としてクレジットされている。
制作協力としてアストロアーツ/星ナビ、ビクセン、国立天文台が参加しているほか、資料協力として原作にも登場した産業技術総合研究所地質調査総合センター・地質標本館、国土交通省国土地理院、誠文堂新光社、宇宙航空研究開発機構(JAXA)が協力しており、原作ではぼかされていた製品名や書籍名の一部も実在の事物に置き換えられている。

### シナリオ・演出・作画
テレビアニメ版は原作単行本が既刊2巻時点で放送開始され、最終話となる第12話において連載中の原作最新話であった『きららキャラット』2020年4月号掲載の第38話に追いつく形で終了し、テレビアニメ版最終話の放送日翌日に発売された『きららキャラット』2020年5月号で、テレビアニメ版最終話の続きに相当する内容が掲載された。テレビアニメ版では、原作者のQuroがシリーズ構成の段階から協力した上で全てのシナリオ会議に出席しており、放送中に刊行された単行本第3巻以降の内容も原作をなぞったものとなっている。原作から時系列の若干の変更や省略、テレビアニメ版で付け足された内容の補完もあるものの、物語の開始は原作同様に2017年のできごとであると設定されており、劇中に登場する雑誌も2017年に出版された実在の雑誌の表紙が使われている。
一方、テレビアニメ版は原作よりもコミカルさが抑えられ、星を観ながら落ち着いた雰囲気で観るような、子供や、アニメファン以外の幅広い層でも観られ、見返すたびに発見があり何度も見られるような作風が意図されている。原作は難解な題材を扱いつつも4コマ漫画としてのオチと大袈裟なギャグで笑いを取る作風が持ち味となっているが、それをそのままアニメで再現した場合、笑いを取る場面のたびに流れが中断されてしまうという判断から、テレビアニメ版では演出面の工夫によって見せ方を変え、しっとりとした成長ドラマとしての体裁へとアレンジすることを試みている。具体的には、登場人物の想像が前触れもなく画面内に出現するような漫画的演出が避けられており、地学分野の説明などで図示が必要な場合は登場人物の手で紙に書かせるなど、その場に実存するもので説明させる演出が用いられている。本編がリアル寄りになったのに対し、原作のコメディ要素はミニアニメ『KiraKira増刊号！』の作風へと反映された。
テレビアニメ版ではエンディング映像の時点で原作の劇中2年目より登場する七海悠（ナナ）と桜井千景（チカ）が登場しており、第6話の文化祭では地学部の展示を見に来ていたという原作での言及を反映し展示を見に来た客として登場している。第11話では、石垣島に旅立った主人公ふたりを見送った地学部員と卒業生たちが、合宿先のつくば市から石垣島の天候を案じるというオリジナルエピソードが挿入された。
本作ではリアリティを重視して星空や天文機材に関する演出・作画をしており、原作と同様に場面ごとに細かく日時が設定され、星空の表現には純国産の天文シミュレーションソフトウェア「ステラナビゲータ」のデータを使用している。プロデューサーの山下は、劇中には天文ファンや地学ファンが見れば気付くような天文描写や小ネタを数多く込めていると語っている。星空についてはリアリティを重視しつつも映像として美しいものにするために、色味をリアルな見え方に近づけながらもアニメーション特有の処理をしている。望遠鏡の作画では制作協力のビクセンが提供する工業用CADモデルや実物の機材を参考に3Dモデリングや作画を行っている。
作品名のメインタイトルロゴは原作から配色が小改編されており、各所に主要登場人物のイメージカラーを配したものへと変更されている。各話アイキャッチは主要登場人物が扮する黄道十二星座とその誕生石がモチーフになっており、星座のうち最も明るい星が登場人物の誕生石へと置き換えられている。

### 主題歌
「歩いていこう!」
東山奈央によるオープニングテーマ。作詞・作曲は川嶋あい、編曲は伊賀拓郎。
「夜空」
鈴木みのりによるエンディングテーマ。作詞は中村砂羽、作曲・編曲はh-wonder。
「あの星の向こうに」
第4話エンディングテーマ。作詞・作曲・編曲は伊賀拓郎。歌は木ノ幡みらを演じる高柳知葉が登場人物名義で歌唱した。
劇中では第4話クライマックスの、主要登場人物たちが将来の夢について語り合う場面で挿入歌として流れ始め、そのままエンディングまで流れ続ける演出となっている。この場面はプロデューサーの山下愼平が原作で感銘を受けて本作のテレビアニメ化を決心した場面とされ、エモーショナルな場面作りのために挿入歌から1話限りのエンディングテーマへと続くという手法を選んだことや、曲が流れ始めるタイミング、この場面で核心となる台詞を発する桜井美景（桜）の役を演じた東山奈央の演技などにもこだわりが込められているという。
「君と見た星」
第9話挿入歌。作詞・作曲・編曲は伊賀拓郎。歌は真中あおを演じる山口愛が登場人物名義で歌唱した。

### 各話リスト
| 話数  | サブタイトル            | 脚本                     | 絵コンテ                 | 演出                     | 作画監督 | 総作画監督                          | 初放送日      |
| ----- | ----------------------- | ------------------------ | ------------------------ | ------------------------ | --- | ----------------------------------- | ------------- |
| 01.   | 二人の約束              | 山田由香                 | 平牧大輔                 | 平牧大輔                 | 矢野桃子 山崎淳 | 山崎淳                              | 2020年 1月3日 |
| 02.   | 河原の天の川            | 山田由香                 | 福田道生                 | ふじいたかふみ           | 納武史 小田景門 助川裕彦 中島大智 山崎淳                                                                             | 松浦麻衣                            | 1月10日       |
| 03.   | 思い出はたからもの      | 坂井史世                 | 関野関十                 | 関野関十                 | 矢野桃子 板倉健 北島勇樹 松井京介 寿門堂 菅原美智代 上野沙弥佳 乖冨梓                                                | 杉田まるみ 寿門堂 菊永千里 海保仁美 | 1月17日       |
| 04.   | わくわく！夏合宿！      | 平牧大輔                 | 平牧大輔                 | 由井翠                   | きーくん 納武史 小田景門 中島大智 長尾圭吾 coge 武藤幹 松浦麻衣 藤田晋也 寿門堂 畠山元 宮野健                        | 山崎淳                              | 1月24日       |
| 05.   | それぞれの夏休み        | 坂井史世                 | 三越一生                 | 三越一生                 | 澤井駿 袖山麻美 山野雅明 千葉山夏恵 矢野桃子 尾辻浩晃 寿門堂 菅原美智代 乖富梓                                       | 松浦麻衣 寿門堂 菊永千里 海保仁美   | 1月31日       |
| 06.   | 星咲祭！                | 山田由香                 | しまづあきとし           | 金成旻                   | きーくん 松浦麻衣 澤井駿 小田景門 納武史 長尾圭吾 中島大智 寿門堂 山崎輝彦 菅原美智代 乖冨梓                         | 杉田まるみ 寿門堂 菊永千里 菊池政芳 | 2月7日        |
| 06.5. | 振り返り KiraKira特別号 | （第1話 - 第6話 総集編） | （第1話 - 第6話 総集編） | （第1話 - 第6話 総集編） | （第1話 - 第6話 総集編）                                                                                             | （第1話 - 第6話 総集編）            | 2月14日       |
| 07.   | 星空はタイムマシン      | 坂井史世                 | 佐山聖子                 | 由井翠                   | 矢野桃子 山野雅明 澤井駿 尾辻浩晃 coge 小田景門 渥美智也 寿門堂 菅原美智代 上野沙弥佳                                | 山崎淳                              | 2月21日       |
| 08.   | 冬のダイヤモンド        | 山田由香                 | 吉川博明                 | 原口浩 直谷たかし 金成旻 | 渥美智也 尾辻浩晃 澤井駿 納武史 coge 中島大智 長尾圭吾 藤田晋也 山野雅明 矢野桃子 寿門堂 菅原美智代 山崎輝彦         | 松浦麻衣                            | 2月28日       |
| 09.   | 本当の気持ち            | 坂井史世                 | 吉川博明                 | 荒井信良 由井翠          | 山野雅明 渥美智也 矢野桃子 澤井駿 藤田晋也 中島大智 松浦麻衣 長尾圭吾 寿門堂 山崎輝彦 菅原美智代 上野沙弥佳 永田文宏 | 杉田まるみ 寿門堂 菊永千里 菊池政芳 | 3月6日        |
| 10.   | 雨ときどき占い          | 坂井史世                 | しまづあきとし           | 直谷たかし               | 袖山麻美 鈴木彩乃 尾辻浩晃 吉川真帆 納武史 矢野桃子 山野雅明 中本尚                                                  | 山崎淳                              | 3月13日       |
| 11.   | きら星チャレンジ！      | 山田由香                 | 佐山聖子                 | 由井翠                   | 渥美智也 澤井駿 納武史 山野雅明 矢野桃子 きーくん 長尾圭吾 尾辻浩晃 寿門堂 菅原美智代 上野沙弥佳 山崎輝彦            | 松浦麻衣 寿門堂 菊永千里 海保仁美   | 3月20日       |
| 12.   | つながる宇宙            | 山田由香                 | 平牧大輔                 | 平牧大輔                 | きーくん 長尾圭吾 渥美智也 尾辻浩晃 澤井駿 藤田晋也 山野雅明 矢野桃子 山崎淳 杉田まるみ                              | 山崎淳 松浦麻衣 杉田まるみ          | 3月27日       |

### 放送局
| 放送期間               | 放送時間                     | 放送局     | 対象地域 | 備考                                 |
| ---------------------- | ---------------------------- | ---------- | -------- | ------------------------------------ |
| 2020年1月3日 - 3月27日 | 金曜 20:30 - 21:00           | AT-X       | 日本全域 | 製作参加 / CS放送 / リピート放送あり |
|                        | 金曜 22:30 - 23:00           | TOKYO MX   | 東京都   |                                      |
|                        | 金曜 23:00 - 23:30           | BS11       | 日本全域 | BS放送 / 『ANIME+』枠                |
| 2020年1月4日 - 3月28日 | 土曜 0:00 - 0:30（金曜深夜） | KBS京都    | 京都府   |                                      |
|                        |                              | サンテレビ | 兵庫県   |                                      |
|                        | 土曜 3:05 - 3:35（金曜深夜） | テレビ愛知 | 愛知県   |                                      |

| 配信期間               | 配信時間        | 配信サイト |
| ---------------------- | --------------- | --- |
| 2020年1月3日 - 3月27日 | 金曜 22:00 更新 | dアニメストア |
| 2020年1月6日 - 3月30日 | 月曜 更新       | AbemaTV |
| 2020年1月10日以降 -    | 不明            | ニコニコ生放送 ニコニコチャンネル GYAO! ひかりTV dアニメストア FOD バンダイチャンネル Hulu J:COMオンデマンド ビデオパス アニメ放題 U-NEXT Amazonプライム・ビデオ Rakuten TV DMM.com ビデオマーケット クランクイン！ビデオ HAPPY!動画 ムービーフルPlus |

### BD / DVD
販売元はKADOKAWA。各巻には特典映像として、原作単行本第1巻あとがきのレポート漫画を実写化した「旅する小惑星」が収録される。
| 巻 | 発売日        | 収録話         | 規格品番   | 規格品番   |
| 巻 | 発売日        | 収録話         | BD         | DVD        |
| -- | ------------- | -------------- | ---------- | ---------- |
| 1  | 2020年3月25日 | 第1話 - 第4話  | ZMXZ-13811 | ZMBZ-13821 |
| 2  | 2020年4月24日 | 第5話 - 第8話  | ZMXZ-13812 | ZMBZ-13822 |
| 3  | 2020年5月27日 | 第9話 - 第12話 | ZMXZ-13813 | ZMBZ-13823 |

### Webラジオ
木ノ幡みら役の高柳知葉と真中あお役の山口愛によるWebラジオ『「恋する小惑星」★みらとあおの KiRA KiRADIO◆』が、2020年1月9日から4月2日まで音泉にて隔週木曜に配信された。全7回。
　ゲスト
　・第2回(2020年1月23日) - 指出毬亜
　・第4回(2020年2月22日) - 東山奈央
　・第5回(2020年3月5日) - 上坂すみれ
　・第6回(2020年3月19日) - 上田麗奈

## タイアップ

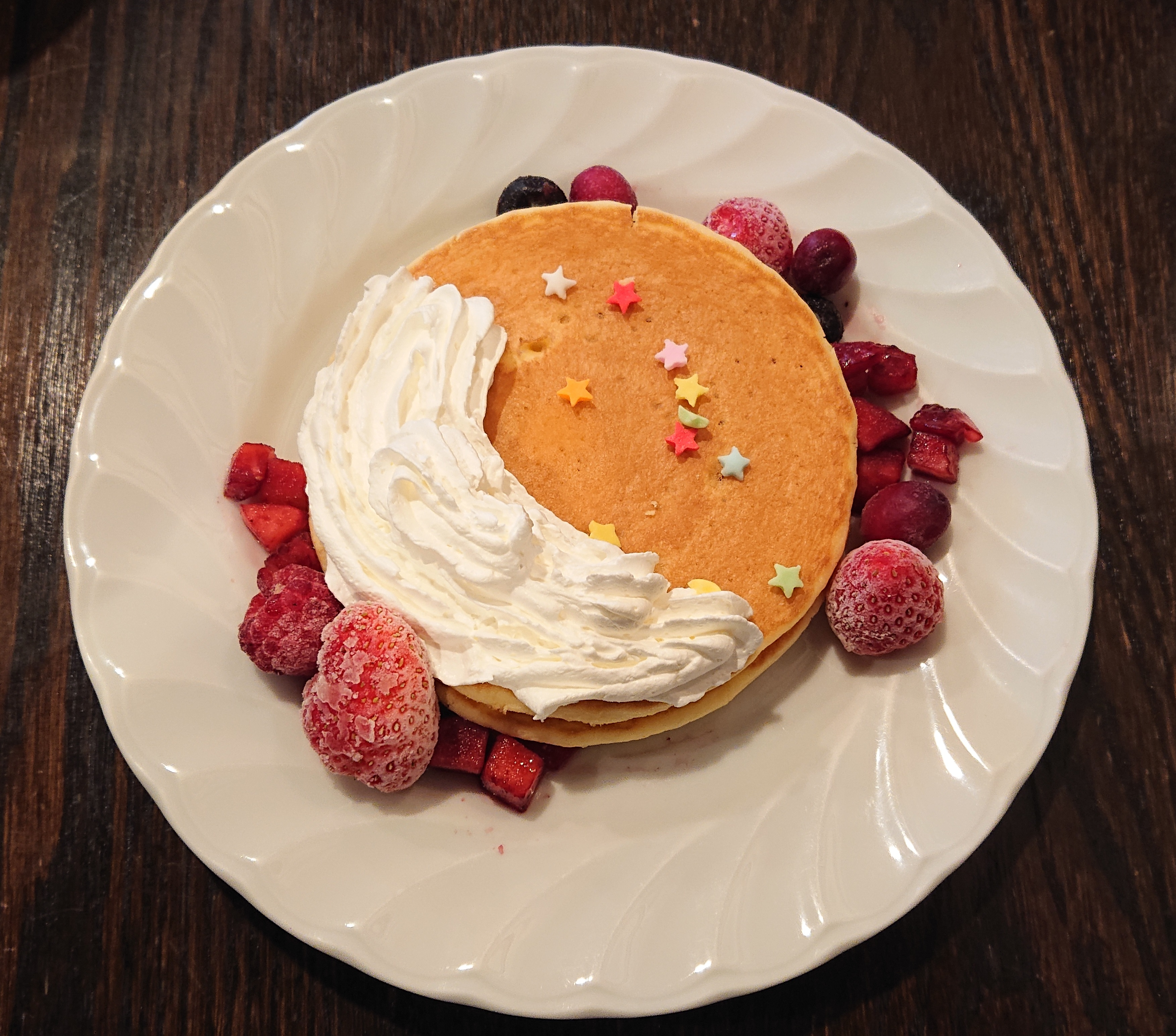
キュアメイドカフェとのコラボメニュー「月の満ち欠けパンケーキ」

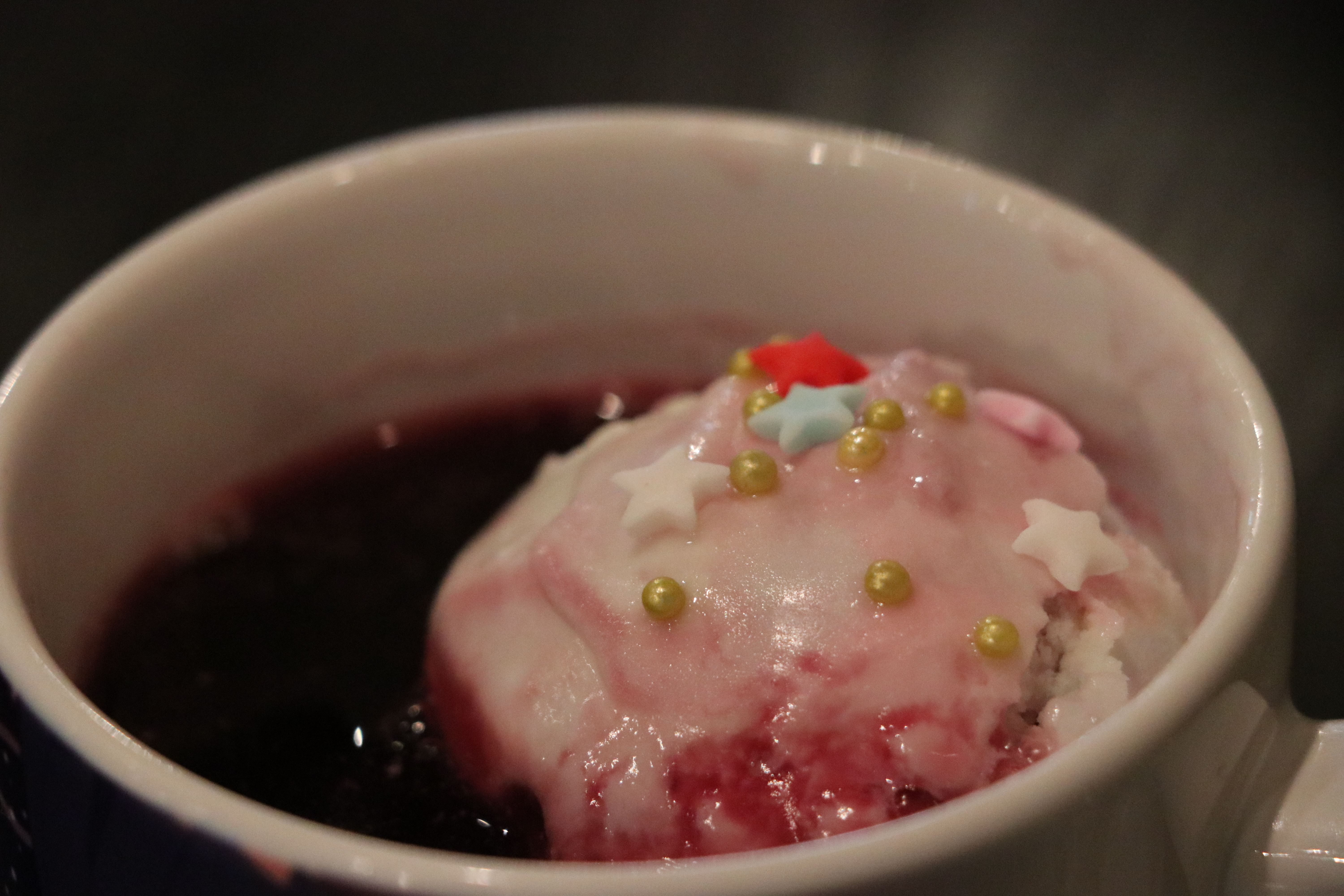
同タイアップカフェにおいて提供された「KiRA KiRAドリンク」

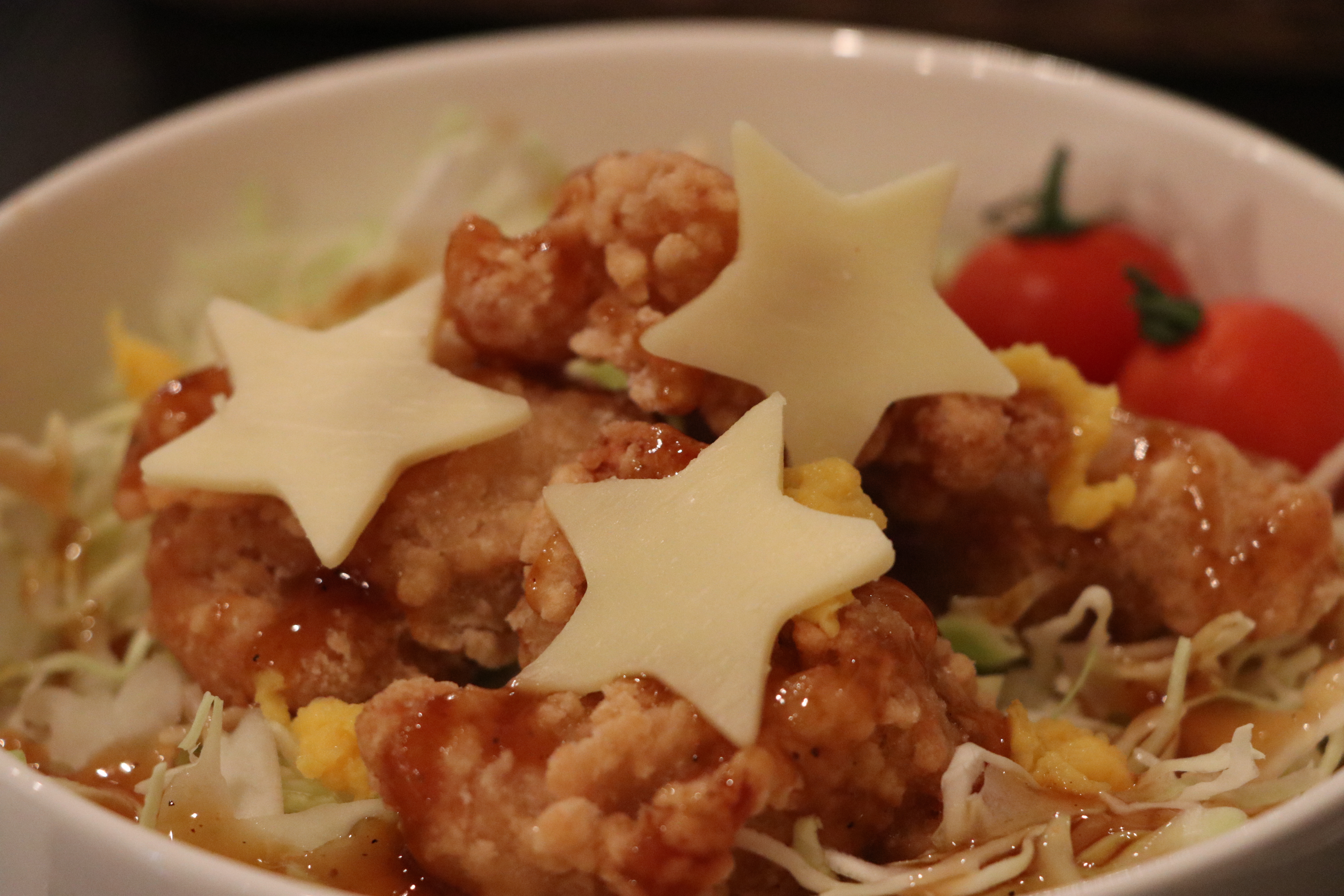
同カフェで提供された「恋する小惑星丼」

テレビアニメ化が発表される以前の原作とのコラボレーション企画としては、NPO法人地学オリンピック日本委員会の大会会報『Chiorin!』第19号（2018年5月発行）に掲載された著者のエッセイ漫画があり、本作の登場人物が著者や漫画編集者の役で登場し、デビュー作や本作の執筆の経緯を披露するという内容のものがある。この企画は著者が、原作第11話に登場するつくば市の地質標本館を取材中に国際地学オリンピックの展示を見たことがきっかけで実現したもので、原作第25話
劇中では登場人物の猪瀬舞（イノ）が、実際に地質標本館で見た展示をきっかけにして、地学オリンピックの日本予選に参加するというエピソードがある。またテレビアニメ化発表後の2019年に開催された第12回日本地学オリンピック予選（国際大会国内一次選抜）では、予選参加特典として本作のグッズが配布されている。地学オリンピックのエピソードであるテレビアニメ版第8話では、地学オリンピック日本委員会が取材協力としてクレジットされている。
原作には登場人物が部活動に使っている機器として、総合光学機器メーカーのビクセンの製品をモチーフにした天体望遠鏡や架台、ルーペなどが登場しているが、テレビアニメ版では正式に同社が本作の制作に協力している。地学部が使用しているビクセン・ポルタII A80Mfなど、原作ではロゴが消されて描かれていた機器に同社のロゴや製品名が描き込まれているほか、Twitterコラボレーション企画が実施されている。なお、テレビアニメ版のDVD/Blu-ray販売元としてIPライセンスを有するKADOKAWAはテレビアニメ版放送後の2020年7月、ビクセンの本社が位置する埼玉県所沢市東所沢にほど近い場所に、文化複合施設「ところざわサクラタウン」を開業した。
劇中で登場人物が読んでいた架空の雑誌『月刊天文ナビ』は、テレビアニメ版ではアストロアーツが発行しKADOKAWAから発売されている実在の雑誌『月刊星ナビ』に置き換えられており、現実に発行された雑誌の表紙が、劇中の設定上の年月日に合わせて使われている。『星ナビ』を発行するアストロアーツもテレビアニメ版の制作協力としてクレジットされており、同誌でも何度か本作の紹介記事が組まれている。原作者のQuroは、日付などの設定には2017年から定期購読している『月刊星ナビ』を参考にしているとされ、執筆中には原作単行本の場面ごとに日時が書かれた付箋を貼るなど、矛盾のないように詳細に設定しているという。また、原作の執筆の際には参考としてアストロアーツの天文シミュレーションソフト「ステラナビゲーター」を使用しており、テレビアニメ版でも、設定上の年月日時刻に合わせた正確な星空を描写するために「ステラナビゲーター」の天体データが提供されている。
原作にも実在の書籍として、誠文堂新光社が発行する『天文年鑑』が登場する場面があるが、テレビアニメ版では誠文堂新光社も資料協力としてクレジットされている。
テレビアニメ版第3話では、真中あおの母親（真中詩織）がサイエンスイラストレーターの仕事で描いたキャラクターという設定で、先端加速器科学技術推進協議会のキャラクター「ゆるっと素粒子物理」のグッズが登場しているが、本作の原作者であるQuroによると、この「ゆるっと素粒子物理」はQuro自身が前職（高エネルギー加速器研究機構の広報）の時にデザインしたものとされる。第3話のエンドクレジットには先端加速器科学技術推進協議会が資料協力としてクレジットされている。
原作ではテレビアニメ放送開始直前となる『まんがタイムきららキャラット』2020年1月号掲載の第35話から4月号掲載の第38話にかけて、沖縄県石垣島を舞台にしたエピソードが展開されているが、テレビアニメ版の放送開始と同時期の2020年1月6日には宙ツーリズム推進協議会、アニメツーリズム協会とのコラボレーション企画として、本作の登場人物が石垣島の天体観測スポットを紹介するという体裁のブックレットが同島の各所や、その他協力施設で配布された。劇中に登場した天文施設（VERA石垣島観測局、石垣島天文台）も、ブックレットの中で紹介されている。
叡山電鉄では、コミックス第5巻発売を記念して2023年1月28日から7月2日まで、本作のヘッドマークを掲出したデオ720形電車の運行、コラボポスターの掲出などのイベントが実施された。2024年7月15日から2025年3月16日にはコミックス完結を記念して、第2弾イベントが開催されている。
日本スペースガード協会所属の天文学者、浦川聖太郞らが開発したすばる望遠鏡のアーカイブ画像から小惑星を探す市民科学ウェブアプリケーション「AstHunter」には、開発途中に放映された本アニメにちなみCOIAS（Come On! Impacting ASteroids）と命名された。
2023年にアプリケーションが一般公開されたあと、現実に数多くの小惑星を発見し、さらに発見された小惑星に、それぞれ真中あおに因んだアオ、作者に因んだQuro、星咲高校にちなみホシザキとの命名が国際天文学連合に認められた。